# Die Geschwister
Die Geschwister. Ein Schauspiel in einem Akt ist ein Vierpersonen-Stück in Prosa von Johann Wolfgang von Goethe. Den Einakter schrieb der Autor Ende Oktober 1776 im Gartenhaus an der Ilm. Die Uraufführung – mit Goethe als Wilhelm und Kotzebue als Briefträger – fand am 21. November 1776 in Weimar statt. 1787 lag das Werk im Druck vor.

## Inhalt
Wilhelm liebte die Witwe Charlotte. Kurz vor ihrem Tode vertraute Charlotte dem Geliebten ihre Tochter Marianne an. Wilhelm verliebt sich in das junge Mädchen, Ebenbild der Verstorbenen, spricht aber mit niemandem über seine Gefühle. Marianne hält Wilhelm für ihren Bruder und kann sich eine Zukunft ohne ihn überhaupt nicht vorstellen. Fabrice, ein guter Geschäftsfreund Wilhelms, glaubt auch an die Mär von den beiden Geschwistern und macht Marianne den Hof. Der Freund nimmt Mariannes ausweichende Erwiderung auf seine stürmische Werbung für eine Zusage. Erfreut und erregt macht der Bräutigam in spe dem verdutzten Wilhelm davon Mitteilung und bittet um den Segen des „Bruders“. Eine Zustimmung zu diesem Eheplan kommt für Wilhelm ganz und gar nicht in Frage. Im Gegenteil – er setzt Fabrice ins Bild: Marianne und Wilhelm sind keine Geschwister. Der Freund verlässt brüskiert die Szene. Dafür naht Marianne verlegen und gesteht Wilhelm ihre ungeschickte Reaktion auf den Heiratsantrag. Diesem Geständnis folgt das nächste: Marianne könne überhaupt nicht heiraten, denn sie liebe nur Wilhelm. Jetzt ist der Glückliche an der Reihe mit dem Gestehen: Marianne sei nicht seine Schwester. Er ruft sie an mit „Geliebte!“ und „Gattin!“ Die Glückliche umhalst ihren Bräutigam.

## Zitat
„Was man treibt, gewinnt man lieb.“

## Selbstzeugnisse
„Jagd. Nach Tische zurück über Jena Die Geschwister erfunden.“

„Die Geschwister gespielt.“

„Ich entwarf sie [Die Geschwister] auf einer kleinen Reise nach Thalbürgel, wo ich den Großherzog besuchte. In wenig Tagen waren sie fertig; es reut mich, daß ich damals nicht ein Dutzend ähnlicher Stücke hingeworfen habe.“

## Rezeption
- Wilpert[2] geht auf die Interpretation des Textes als Goethes Wunschbild ein. Dabei kommen in der knappen Erörterung die Namenskoinzidenz der verstorbenen Witwe Charlotte im Schauspiel mit der lebenden Charlotte von Stein in Großkochberg sowie auch das Inzesttabu in der geschwisterlichen Beziehung Goethes zur Sprache.
- Conrady[3] hebt neben dem Verweis auf Frau von Stein und Schwester Cornelia noch das Verspielte des jugendlichen Autors hervor.

## Sekundärliteratur
- Gero von Wilpert: Goethe-Lexikon (= Kröners Taschenausgabe. Band 407). Kröner, Stuttgart 1998, ISBN 3-520-40701-9.
- Karl Otto Conrady: Goethe – Leben und Werk. Düsseldorf und Zürich 1999, ISBN 3-538-06638-8

## Hörspiele
- 1925: Die Geschwister – Regie: Alfred Braun (Funk-Stunde AG (Berlin), Sendespielbühne – Abteilung: Schauspiel)
- 1925: Die Geschwister – Regie: Nicht angegeben (NORAG Hamburg)
- 1926: Die Geschwister – Regie: Carl Schmidt (NORAG Hamburg, Klassischer Lustspielabend)
- 1927: Die Geschwister – Regie: Alfred Braun (Funk-Stunde AG (Berlin), Jugendbühne)
- 1927: Die Geschwister – Regie: Karl Pündter (NORAG Hamburg, Kleinstadt-Komödien)
- 1946: Die Geschwister – Regie: Heinrich Wiedemann (SWF)